# Matthew Sands
Matthew Linzee Sands (20 de octubre de 1919 - 13 de septiembre de 2014) fue un físico y educador estadounidense conocido sobre todo como coautor de las Conferencias Feynman sobre Física. Sands, graduado de la Universidad Rice, trabajó en el Laboratorio de Artillería Naval y en el Laboratorio de Los Álamos del Proyecto Manhattan durante la Segunda Guerra Mundial.
Después de la guerra, Sands estudió rayos cósmicos para su doctorado en el Instituto Tecnológico de Massachusetts (MIT) bajo la supervisión de Bruno Rossi. Sands fue al Instituto de Tecnología de California (Caltech) en 1950 y ayudó a construir y operar su sincrotrón de electrones de 1,5 GeV. Se convirtió en subdirector de la construcción y operación inicial del Centro del Acelerador Lineal de Stanford (SLAC) en 1963. Posteriormente, Sands se incorporó a la Universidad de California, Santa Cruz (UCSC) como profesor de física y fue vicerrector de Ciencias de 1969 a 1972. En 1998, la Sociedad Estadounidense de Física le otorgó el Premio Robert R. Wilson "por sus numerosas contribuciones a la física de aceleradores y al desarrollo de colisionadores de electrones-positrones y protones."

## Primeros años y educación
Matthew Linzee Sands nació en Oxford, Massachusetts, el 20 de octubre de 1919. Sus padres eran Linzee Sands y Beatrice Goyette, ambos contables. Tenía un hermano, Roger, y una hermana, Claire, siete años menor. Cuando tenía 12 años, su jefe, que era radioaficionado, le animó a construir su propio receptor de onda corta. Con la ayuda de la información del Manual del Radioaficionado, lo construyó con piezas recuperadas de radios antiguas. Su profesor de matemáticas en el instituto, John Chafee, licenciado por la Universidad de Brown, le animó a estudiar matemáticas y ciencias.
Después de la secundaria, Sands ingresó a la Universidad Clark, donde estudió física y matemáticas, y finalmente se licenció en Artes (BA) en 1940. En Clark, sus profesores de física fueron Theodore P. Jorgensen, que se hizo famoso por su libro "La física del golf", y Percy M. Roope, que participó en los experimentos con cohetes de Robert H. Goddard. Como parte de un trabajo subvencionado a 35 céntimos la hora por la Administración Nacional de la Juventud, le asignaron la construcción de equipos de física en los talleres mecánicos, donde se familiarizó con el taladro, el torno y otras herramientas para trabajar el metal.
Sand obtuvo un máster en Física por la Universidad Rice. En esta universidad, Harold A. Wilson, primer director del Departamento de Física, le impartió cursos de relatividad, mecánica estadística y termodinámica. También realizó estudios experimentales sobre ferromagnetismo. En Rice, Sands conoció a su primera esposa, Elizabeth, estudiante universitaria.

## Segunda Guerra Mundial
En 1941, Sands fue al Laboratorio de Artillería Naval en Washington D. C., donde aprendió más sobre electrónica con Joseph F. Keithley. Keithly y Sands desarrollaron dos minas de influencia, de las que se derivaron tres patentes. Realizaron pruebas en el mar de un prototipo funcional, pero el programa se detuvo por razones desconocidas.
En 1943, Sands se había impacientado con la burocracia de la Marina. Tras discutir la situación con Wilson, se presentó sin previo aviso en Santa Fe, Nuevo México, en el despacho de Dorothy McKibbin, que había sido designada para recibir a los recién llegados al Laboratorio de Los Álamos. Después de que McKibbin llamara por teléfono a la oficina de personal, que acababa de recibir una llamada desesperada solicitando personal electrónico, Sands fue trasladado en autobús a Los Álamos. Para su sorpresa, fue recibido por Jorgenson, que acababa de incorporarse al Proyecto Manhattan tras dejar Clark e irse a Nebraska. Inmediatamente llevó a Sands a la biblioteca para que leyera Los Álamos Primer, de Robert Serber, que le introdujo en los principios físicos básicos de la fisión nuclear, tal y como se conocían entonces, y sus implicaciones para el diseño de armas nucleares.
En ese momento, Sands tenía una amplia experiencia con la electrónica e inmediatamente fue enviado al grupo de electrónica, que tenía la tarea de fabricar instrumentos para todo el laboratorio, y cuyo director era Darol Froman  Dentro de este grupo, sus colaboradores más cercanos fueron William Elmore, William Higinbotham y Ernest Titterton. Cualquiera que tuviera un problema de instrumentación acudiría al grupo en busca de ayuda. Como resultado, Sands trabajó con Luis Alvarez, Robert Bacher, Hans Bethe, Richard Feynman, Otto Frisch, Bruno Rossi, Emilio Segrè, Robert Walker y Robert Wilson ; Muchos de estos famosos físicos desempeñaron papeles importantes en su carrera posterior. En particular, entabló una estrecha relación con Rossi, con quien más tarde decidió trabajar en su doctorado de posguerra. Rossi estaba muy interesado en los equipos de electrónica nuclear del grupo: contadores y amplificadores de impulsos, discriminadores y escaladores. En este campo, Sands diseñó y patentó un analizador de altura de impulsos y, con Otto Frisch y Elmore, un amplificador de impulsos. También creó electrónica para fines más generales, como la regulación precisa de la temperatura y el control de las operaciones de galvanoplastia.
En 1945, el Laboratorio de Los Álamos llevó a cabo la prueba nuclear Trinity en un sitio remoto cerca de Alamogordo, Nuevo México. Sands trabajó con Walker en una medición de la presión piezoeléctrica de la onda de choque atmosférica producida por " el artilugio ", un prototipo del arma Fat Man lanzada más tarde sobre Nagasaki. Su instrumentación funcionó bien durante una explosión de prueba de 108 toneladas de TNT en mayo de 1945, pero no se obtuvo información durante la prueba Trinity el 16 de julio de 1945, porque una lluvia inesperada la noche anterior empapó el aparato.
Para aumentar la conciencia pública sobre las cuestiones planteadas por Trinity, David Hawkins, William Higinbotham, Philip Morrison, Robert Wilson, Sands y otros crearon la Asociación de Científicos Atómicos de Los Álamos. Como miembro fundador, Sands publicó su boletín semanal. El 30 de noviembre de 1945, esta organización se fusionó con grupos similares dentro del Proyecto Manhattan y en Oak Ridge para formar la Federación de Científicos Atómicos, que pronto cambió su nombre por el de Federación de Científicos Americanos (FAS).
En 1946, Sands y Elmore escribieron "Electronics: Experimental Techniques", que fue publicado en 1949 por McGraw-Hill . Este libro presentó muchas ideas y circuitos desarrollados en Los Álamos y se convirtió en una referencia estándar para la instrumentación nuclear de la posguerra.

## Instituto de Tecnología de Massachusetts
Tras el éxito del Proyecto Manhattan y del Laboratorio de Radiación, el Instituto Tecnológico de Massachusetts (MIT) entró en una nueva era de "gran ciencia" financiada por el gobierno estadounidense. Esta era se predijo en un informe de 1945, Science, The Endless Frontier, escrito por Vannevar Bush, graduado del MIT e influyente jefe de la Oficina de Investigación y Desarrollo Científico en tiempos de guerra. La expansión del MIT en el campo de la física fue alentada por su presidente Karl Compton y por el jefe del departamento de física, John C. Slater. La expansión de la física nuclear en el MIT fue encabezada por Jerrold R. Zacharias, que se incorporó al Laboratorio de Los Álamos a finales de la guerra, y reclutó a Bruno Rossi y Victor Weisskopf como profesores del MIT.
Dentro del nuevo Laboratorio de Ciencias Nucleares del MIT, dirigido por Zacharias, a Rossi se le asignó la tarea de crear un grupo de investigación de rayos cósmicos. Reclutó a cuatro jóvenes científicos que habían estado en Los Álamos, incluido Sands, y a dos que habían estado en el Laboratorio de Radiación, como candidatos al doctorado. Todos eran más maduros que los típicos estudiantes de posgrado, con varios años de experiencia en investigación en tiempos de guerra. Recibían un estipendio similar al de un investigador postdoctoral, lo que les permitía mantener a sus familias durante sus estudios de postgrado. El laboratorio estaba financiado por la Oficina de Investigación Naval.
Con Rossi como asesor académico y con la ayuda de un avión Boeing B-29 Superfortress prestado de la Fuerza Aérea de los Estados Unidos, Sands llevó a cabo su investigación de tesis sobre el componente muónico lento de los rayos cósmicos. Midió la intensidad de los muones de baja energía en función de la altitud hasta los 12.000 m, y obtuvieron su espectro en el momento de la producción y a medida que se propagaban a través de la atmósfera. Esta información era importante porque la mayoría de los rayos cósmicos atmosféricos son muones. Sands recibió su doctorado. en física del MIT en 1948, escribiendo su tesis sobre "El componente mesón de la radiación cósmica". Luego, Sands se unió a la facultad como profesor asistente y continuó su investigación sobre rayos cósmicos en el grupo de Rossi.
Otro proyecto del Laboratorio de Ciencias Nucleares fue un acelerador de partículas sincrotrón, diseñado para acelerar electrones hasta una energía de 350 MeV. El acelerador fue financiado por la Oficina de Investigación Naval y construido bajo la supervisión de Ivan A. Getting, que era profesor de ingeniería eléctrica y había trabajado en el Laboratorio de Radiación en el extremadamente exitoso radar SCR-584. Aunque su construcción comenzó en 1946, el acelerador no había empezado a funcionar en 1949. En respuesta, Zacharias pidió ayuda a Sands. Esta fue la introducción de Sands a la física de los aceleradores, y con su ayuda la máquina empezó a funcionar a principios de 1950.
En 1948, Sands se divorció de su primera esposa, Elizabeth, en Reno, Nevada. Ella permaneció en Weston, Massachusetts, con sus dos hijos, mientras Sands se casaba con Eunice Hawthorne, cuñada de su profesor de matemáticas de la escuela secundaria, John Chafee, y se mudaba con ella a las unidades de vivienda Westgate del MIT para estudiantes casados.  A principios de 1950, en sus palabras:

... mi ex mujer tenía un padre con bastante dinero, y decidieron crearme problemas, e iban a meterme en la cárcel por bígamo porque decían que mi divorcio (de Reno) no era legal y cosas así. Así que soy famoso en el MIT como la persona que tuvo que irse en mitad de la noche y no volver.

## Vida posterior

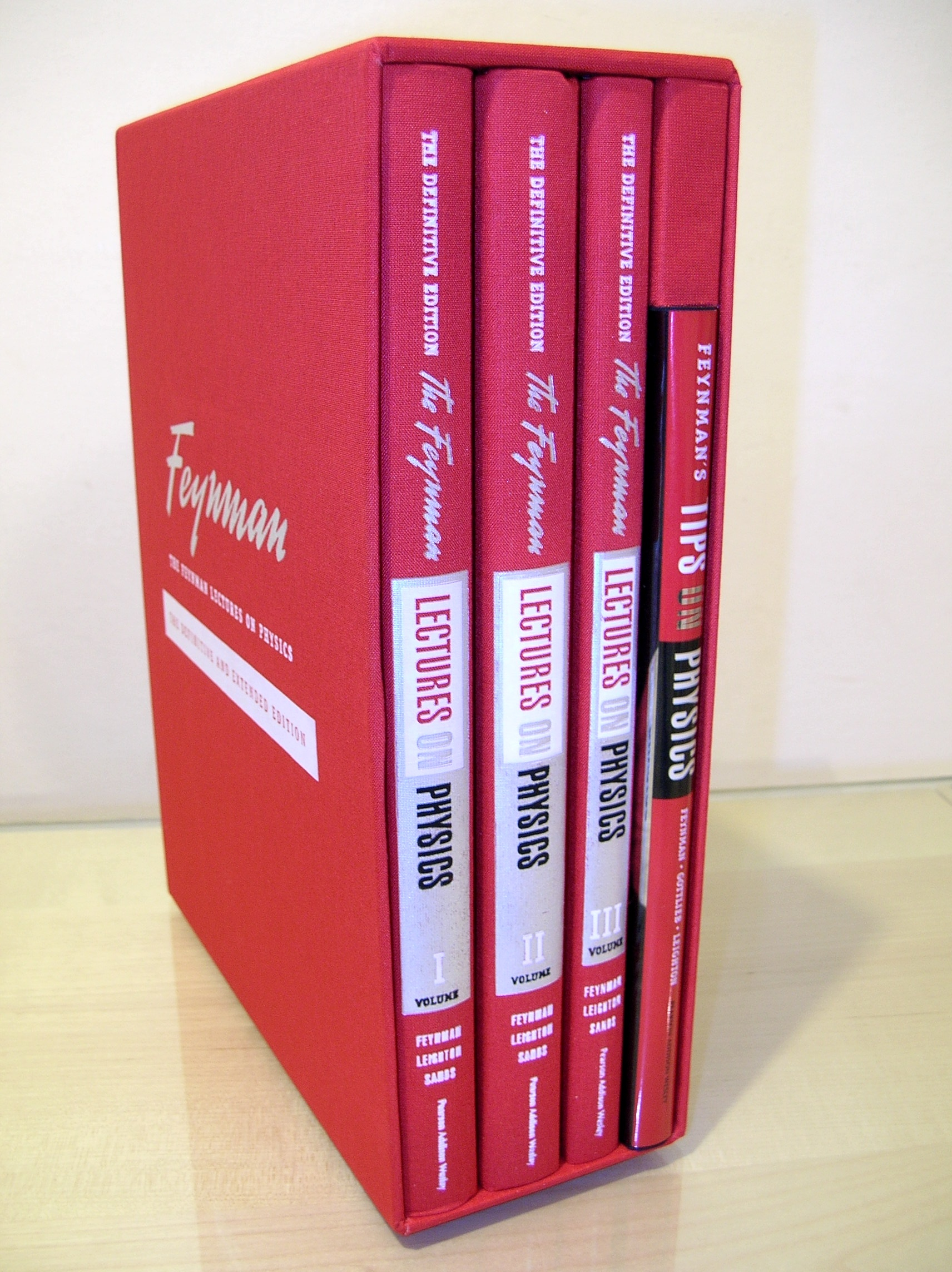
Las conferencias de física de Feynman, incluidos los consejos de física de Feynman: la edición definitiva y ampliada (2005)

Sands fue al Instituto de Tecnología de California (Caltech), donde ayudó a construir y operar un sincrotrón de electrones de 1,5 GeV. Fue el primero en demostrar, tanto teórica como experimentalmente, el papel de los efectos cuánticos en loa aceleradores de partículas de electrones. También estudió las inestabilidades de los haces, los campos de estelas, las interacciones haz-cavidad y otros fenómenos.
En 1963, Sands se convirtió en subdirector de la construcción y operación inicial del Stanford Linear Accelerator Center (SLAC). Cuando Richard Feynman estaba decidiendo si aceptaría o no el Premio Nobel de 1965 (debido a su desdén por la notoriedad adicional que podría traer), Sands convenció a Feynman de que no aceptarlo atraería aún más atención. Más tarde, Sands se unió a la Universidad de California, Santa Cruz (UCSC) como profesor de física y fue su vicerrector de ciencias de 1969 a 1972. Tras jubilarse de la UCSC en 1985, Sands trabajó como consultor para el SLAC y también como asesor para la Bay View Elementary School y el Santa Cruz High School de Santa Cruz (California), desarrollando sistemas informáticos y actividades de laboratorio de física para los estudiantes.
De 1960 a 1966, Sands formó parte de la Comisión de Física Universitaria, que llevó a cabo un programa nacional para modernizar la enseñanza de la física en las facultades y universidades de Estados Unidos. Ayudó a Feynman y a Robert B. Leighton a escribir en 1964 el libro de texto Conferencias Feynman sobre Física, basado en las conferencias impartidas por Feynman a estudiantes universitarios en Caltech entre 1961 y 1963. Participó en la creación del Kresge College, donde conoció a Freya Kidner, una estudiante que posteriormente se convertiría en su tercera esposa. En 1972 recibió el Premio al Servicio Distinguido de la Asociación Americana de Profesores de Física, y en 1998 la Sociedad Americana de Física le concedió el Premio Robert R. Wilson "por sus numerosas contribuciones a la física de aceleradores y al desarrollo de los colisionadores de electrones-positrones y protones".
Sands murió en Santa Cruz el 13 de septiembre de 2014. Le sobrevivieron su esposa Freya, su hija Michelle, sus hijos Michael y Richard, y su hermano Roger.